# Trifon Ivanov
Trifon Marinov Ivanov (en búlgar:Трифон Маринов Иванов) (Gorna Lipnitsa, 27 de juliol de 1965 - Samovodene, 13 de febrer de 2016) fou un futbolista búlgar, que ocupava la posició de defensa.
Va iniciar la seua carrera al PFC Etar Veliko Tarnovo. Després va militar al CSKA Sofia, combinat amb períodes a Espanya, Àustria i Suïssa.
Va ser internacional amb Bulgària en 77 ocasions, tot marcant sis gols. Hi va participar en el Mundial de 1994, on els búlgars van obtenir la quarta plaça, i al Mundial de 1998. També va ser present a l'Eurocopa de 1996.
Va morir el 13 de febrer de 2016, víctima d'un infart de miocardi.

## Títols
- Lliga de Bulgària: 88/89, 89/90
- Copa de Bulgària: 1989
- Lliga d'Àustria: 95/96
- Futbolista búlgar de l'Any: 1996